# Photovoltaikanlage Ringgenbach

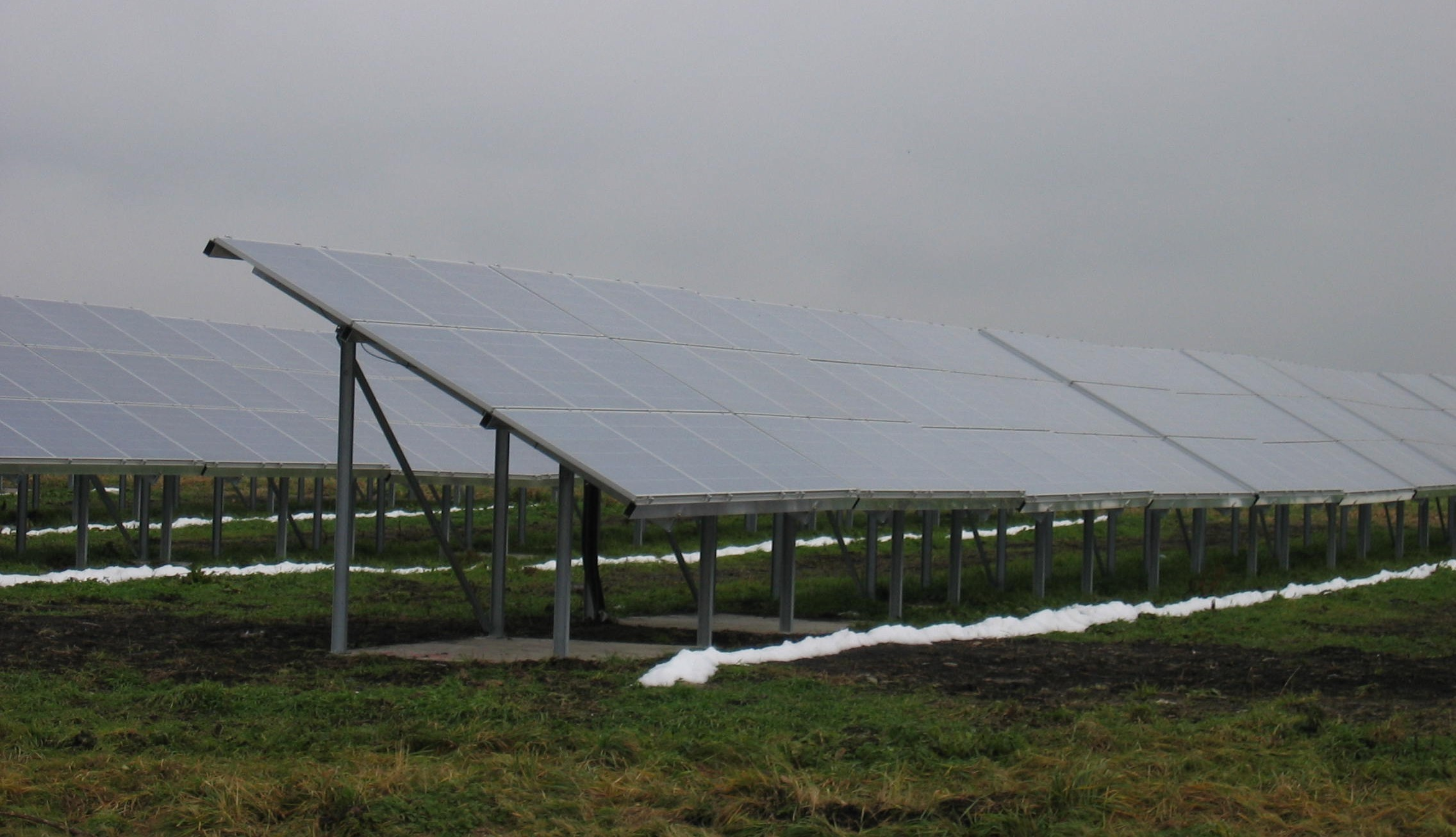
Detailaufnahme eines Moduls

Die Photovoltaikanlage Ringgenbach beim Meßkircher Stadtteil Ringgenbach entstand 2007 auf stillgelegtem Gelände der Kreismülldeponie, heute Entsorgungsanlage Ringgenbach. Sie war bei Inbetriebnahme die größte kommunale Photovoltaikanlage Baden-Württembergs. Seit 1996 wird der hier umgeschlagene Müll in der Müllverbrennungsanlage Ulm verwertet. Dem Bau der Photovoltaikanlage lag eine Entscheidung des Kreistags des Landkreises Sigmaringen vom März 2007 zugrunde, der die Errichtung der Anlage als Nachnutzung des Deponiegeländes vorsah. Die Investitionssumme von rund 4,4 Millionen Euro würde dabei voll aus der Nachsorgerücklage der Kreisabfallwirtschaft gedeckt. Diese ist gesetzlich vorgeschrieben und umfasste zum Jahresbeginn 2007 schon mehr als neun Millionen Euro. Die Kreisverwaltung kalkuliert mit den aus der Anlage resultierenden Erträgen der Einspeisevergütungen mit einem jährlichen Überschuss in Höhe von mehr als 300.000 Euro. Aus der Investitionssumme von gut 4,4 Millionen Euro würden also in 20 Jahren runde 10 Millionen Euro, was einem Plus von gut 500.000 Euro über einer üblichen Eigenkapitalverzinsung entspricht.
Ursprünglich sollten auf dem 2,3 ha großen Areal 6.156 Solarmodule eines kanadischen Herstellers installiert werden. Der Plan sah vor, dass die Solarmodule auf 684 Stahlgestellen, die mit Betonfundamenten verankert werden, mit jeweils neun Einzelmodulen montiert werden. Das ergibt eine Netto-Modulfläche von 8.000 Quadratmetern. Die nun gebaute Anlage umfasst 690 Modultische mit 6.210 Photovoltaikmodulen. 60 Tonnen Stahl wurden für die Konstruktion der Tische verbaut und 40 Kilometer Kabel verlegt. Damit können pro Jahr 980 MWh produziert werden. Das entspricht einer tatsächlich erzielbaren mittleren Leistung von 112 kW, welche ca. 1/10 der installierten Leistung von 1,08 MW beträgt.
Beim Einbau der Fundamente musste darauf geachtet werden, dass die Versiegelung der Mülldeponie, also die oberste Deckschicht, nicht beschädigt wurde. Diese dichtet den darunter liegenden Müll ab und verhindert weitgehend, dass Niederschlagswasser in die Deponie eindringen und Giftstoffe auswaschen kann. Ungeachtet dieser Deckschicht fällt ständig Deponiewasser an, das über die Kläranlage gesondert entsorgt werden muss. Vertragspartner des Landkreises für die Anlage ist die EnBW Regional AG.
Nach 16-wöchiger Bauzeit erschien zu den Eröffnungsfeierlichkeiten am 27. und 28. Oktober 2007 unter anderem Baden-Württembergs Umweltministerin Tanja Gönner. Des Weiteren demonstrierte die Hochschule Albstadt-Sigmaringen an einem Informationsstand, wie Photovoltaikanlagen arbeiten. Mit ihrem „Abschattungs- und Neigungsprüfstand“ – einer kleinen Modellanlage – konnten die direkten Auswirkungen von Fehlausrichtungen und Abschattungen der Solarzellen gezeigt werden. Außerdem wurde darüber informiert, wie Photovoltaikanlagen auf ihre Funktionsfähigkeit geprüft werden.